# Cranencyrtus
Cranencyrtus is een geslacht van vliesvleugeligen uit de familie Encyrtidae. De wetenschappelijke naam van dit geslacht is voor het eerst geldig gepubliceerd in 2004 door Gu.

## Soorten
Het geslacht Cranencyrtus is monotypisch en omvat slechts de volgende soort:
- Cranencyrtus sphenoides Gu, 2004